# シロクチドロガメ
シロクチドロガメ（Kinosternon leucostomum）は、爬虫綱カメ目ドロガメ科ドロガメ属に分類されるカメ。

## 分布
エクアドル（太平洋沿岸）、グアテマラ北部、コスタリカ、コロンビア西部、ニカラグア（カリブ海沿岸）、パナマ、ベリーズ、ホンジュラス（カリブ海沿岸）、メキシコ（ベラクルス州以南のユカタン半島北部を除く大西洋岸）
模式標本の産地（基準産地・タイプ産地・模式産地）はエル・ペテン周辺（グアテマラ）。

## 形態
最大甲長17.4センチメートル。後述する動物食傾向が強い地域では成長が早く大型化する。メスよりもオスの方が大型になり、メスは最大甲長15.8センチメートル。第1椎甲板は第2縁甲板に接する。第4肋甲板は第11縁甲板と接する。縁甲板は尖らず、わずかに後方へ張り出す。縁甲板は第10・11縁甲板が最も大型（高い）。背甲の色彩は黒や暗褐色。斑紋が入らない個体が多いが、一部が黄褐色や淡黄褐色になる個体もいる。腹甲はやや大型。蝶番も発達し、腹甲を折り曲げると背甲と腹甲との間にほとんど隙間がなくなる。左右の肛甲板の間に切れ込みが入らないか、わずかに切れ込みが入る。腹甲の色彩は黄色や黄褐色・薄橙色で、甲板の継ぎ目（シーム）は暗色。
頭部は中型。吻端がやや突出し、上顎の先端が鉤状に尖る。吻端を覆う鱗（吻端板）は菱形かダイヤ形・三角形。頭部の色彩は黒や暗褐色・灰褐色で、暗色の斑点や黄色い斑紋が入る。側頭部上方に黄褐色や黄色の筋模様が入る。顎を覆う角質（嘴）は灰白色や淡黄色。種小名leucostomumは「白い口の」の意で嘴の色彩に由来し、和名や英名と同義。頸部背面や四肢・尾の色彩は灰色や暗褐色・オリーブ色。
幼体は椎甲板に筋状の盛り上がり（キール）があるが、成長に伴い消失する。オスは大腿部や脛には大型鱗が並ぶ。オスの成体は嘴に暗色斑や暗色の筋模様が入る個体もいる。

## 分類
以下の分類・和名・英名・分布・形態は安川（2011）に従う。
Kinosternon leucostomum leucostomum (Dumeril & Bibron in Dumeril & Dumeril, 1851) キタシロクチドロガメ Northern white-lipped mud turtle
グアテマラ北部、ニカラグア北部、ベリーズ、ホンジュラス（カリブ海沿岸）、メキシコ（ベラクルス州以南のユカタン半島北部を除く大西洋岸）
最大亜種。背甲はやや盛りあがり、腹甲が幅広い（蝶番より前部の腹甲＜前葉＞の最大幅は73 %。蝶番より後部の＜腹甲＞後葉の最大幅はオス69 %、メス70 %。）。腋下甲板と鼠蹊甲板が接するか、わずかに離れる。左右の喉甲板の継ぎ目の長さは甲長の14 - 15 %。側頭部の筋模様が破線状になったり、消失する個体が多い。オスの大腿部や脛に並ぶ大型鱗があまり発達しない。
Kinosternon leucostomum postinguinale (Cope, 1887) ミナミシロクチドロガメ Southern white-lipped mud turtle
エクアドル（太平洋沿岸）、コスタリカ、コロンビア西部、パナマ、ニカラグア南部
背甲はやや扁平で、腹甲が細い（前葉の最大幅はオス69 %、メス71 %。後葉の最大幅はオス66 %、メス68 %。）。腋下甲板と鼠蹊甲板が接しない。亜種小名postinguinaleは「後ろにある鼠蹊甲板の」の意で、基亜種よりも鼠蹊甲板の前端が後方にあることに由来する。左右の喉甲板の継ぎ目の長さは甲長の12 %。側頭部の筋模様が明瞭な個体が多い。オスの大腿部や脛に並ぶ大型鱗が発達する。

## 生態
低地にある流れの緩やかな河川の支流や湖沼・池・湿原・河川の周辺にある水たまり・水路などに生息し、底質が泥で水深の浅い水生植物が繁茂した環境を好む。基亜種はサバナ気候や熱帯モンスーン気候の地域に、亜種ミナミシロクチドロガメは熱帯雨林気候の地域に主に分布する。夜行性傾向が強い。降雨後に昼夜を問わず陸づたいに水場を移動することがあり、陸上を数百メートル移動することもある。乾季に水位が低くなると陸づたいに別の水場に移動したり、湿った場所で休眠する。水場から600メートル離れた熱帯雨林内で休眠した例もある。乾季でも干上がらない水場では周年活動する。
食性は雑食で、昆虫、クモ、甲殻類、巻貝、両生類やその幼生、爬虫類、哺乳類、動物の死骸、植物の葉、若枝、果実、種子などを食べる。スジオオニオイガメなどの同科の大型種が同所的に分布する地域では植物食傾向が強くなり、大型種が同所的に分布しないか生息数が少ない地域では動物食傾向が強くなる。主に水中で採食を行う。陸上では食物をうまく飲みこめず、陸上で咥えた食物は水中に持ち込んでから飲みこむ。
繁殖様式は卵生。周年交尾・繁殖するが、地域によって繁殖することが多い時期はある。1回に1 - 3個（主に1個）の卵を年に数回に分けて産む。卵は126 - 148日で孵化した例がある。

## 人間との関係
ペットとして飼育されることもあり、日本にも輸入されている。基亜種の方が流通量が多く、単に本種の名前で販売されている場合は基亜種であることが多い。グアテマラやニカラグア・ホンジュラスから輸入例があり、日本国内産やヨーロッパ産の飼育下繁殖個体も流通する。亜種ミナミシロクチドロガメの流通量は少ないが、飼育下繁殖個体が流通することもある。アクアテラリウムで飼育される。自然下では夜行性傾向が強いとされるが、飼育下では昼間に活動したりバスキングを行う個体もいる。